# Edge of Insanity
Edge of Insanity – pierwszy album studyjny amerykańskiego gitarzysty Tony'ego MacAlpine'a. Wydawnictwo ukazało się w 1986 roku nakładem wytwórni muzycznej Shrapnel Records.

## Lista utworów
Opracowano na podstawie materiału źródłowego.
1. "Wheel of Fortune" (MacAlpine) - 3:43
2. "The Stranger" (MacAlpine) - 3:59
3. "Quarter to Midnight" (MacAlpine) - 2:24
4. "Agrionia" (MacAlpine) - 4:31
5. "(Interlude)" (Deason) - 0:57
6. "Empire in the Sky" (MacAlpine) - 4:57
7. "The Witch and the Priest" (MacAlpine) - 3:33
8. "The Taker" (MacAlpine) - 3:22
9. "Chopin Prelude 16, Opus 28" (Chopin) - 1:20
10. "Edge of Insanity" (MacAlpine) - 4:18
11. "The Raven" (MacAlpine) - 4:13
12. "No Place in Time" (MacAlpine) - 4:00

## Twórcy
Opracowano na podstawie materiału źródłowego.

- Tony MacAlpine - gitara rytmiczna, gitara prowadząca, gitara basowa, instrumenty klawiszowe
- Billy Sheehan - gitara basowa
- Steve Smith - perkusja
- Stephen M. Fontano - inżynieria dźwięku
- Mike Varney - produkcja muzyczna
- George Horn - mastering